# Rheocricotopus reduncus
Rheocricotopus reduncus är en tvåvingeart som beskrevs av Ole Anton Saether och Schnell 1988. Rheocricotopus reduncus ingår i släktet Rheocricotopus och familjen fjädermyggor.
Artens utbredningsområde är Norge. Arten har ej påträffats i Sverige. Inga underarter finns listade i Catalogue of Life.